# Holden (Alberta)
Holden es un pueblo canadiense situado en la provincia de Alberta.

## Superficie
Holden tiene una superficie de 1,55 km².

## Demografía
En 2021, tenía 338 habitantes, una densidad poblacional de 217,7 hab./km², y 205 viviendas.